# Claudia Gray

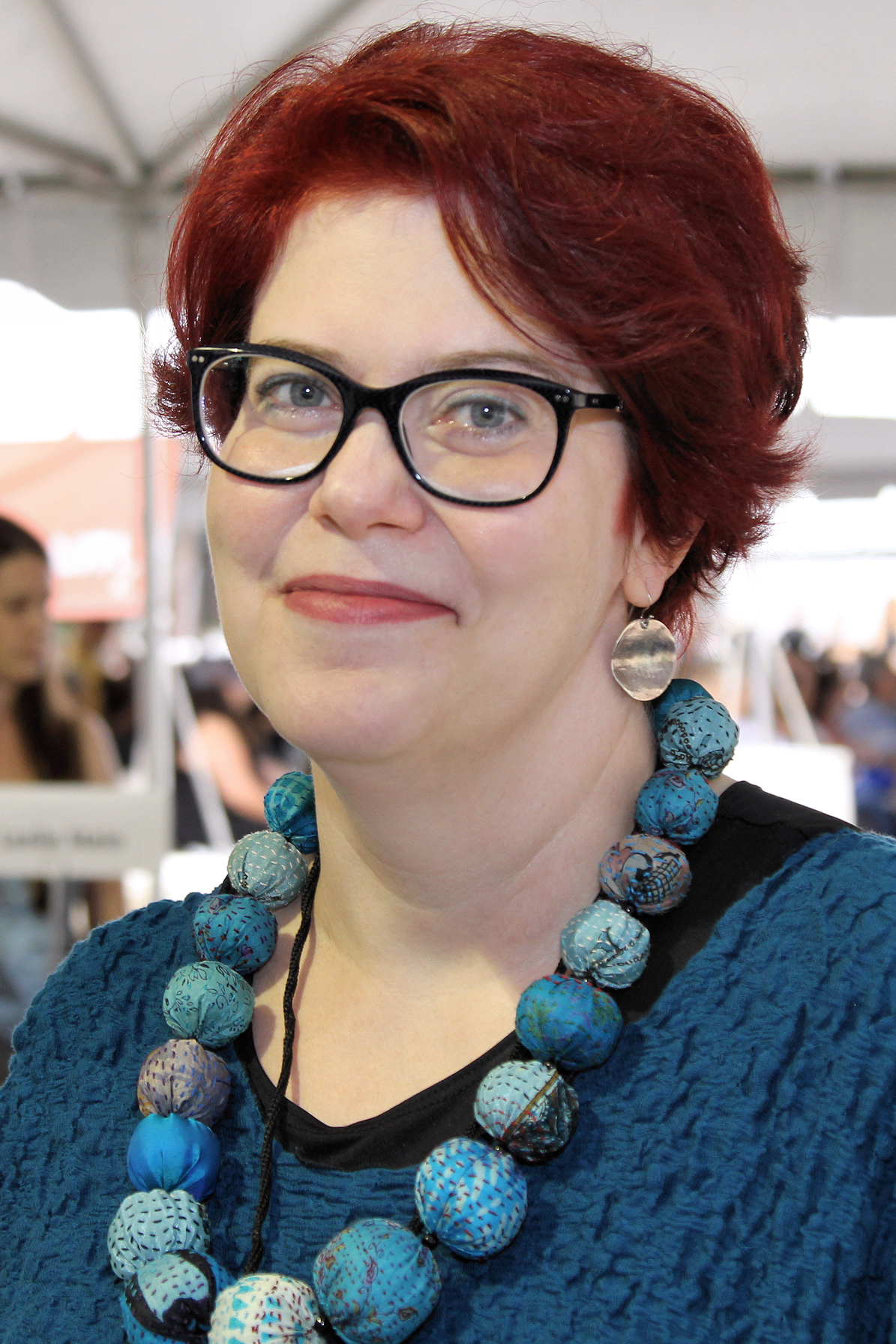
Claudia Gray, 2017

Amy Vincent (* 12. Juni 1970 in New York City), bekannt unter ihrem Pseudonym Claudia Gray, ist eine US-amerikanische Romanautorin von Jugendliteratur, die vor allem durch ihre Evernight-Bücher und ihre Bücher im fiktiven Star-Wars-Universum bekannt wurde. 

## Leben
Gray lebt derzeit in New Orleans. Sie wählte ihr Pseudonym nach eigenen Angaben, weil es Spaß machen würde, seinen eigenen Namen zu wählen.
Ihr erstes Buch Evernight, der Beginn der Evernight-Serie, veröffentlichte Claudia Gray im Mai 2008 bei HarperCollins, das ab 2009 durch den Verlag Penhaligon auch in Deutschland verkauft wurde. Der zweite Teil der Serie, Evernight – Tochter der Dämmerung, erschien 2009. Mit beiden Büchern schaffte es Gray auf Anhieb für mehrere Wochen auf die New York Times Bestsellerliste. Es folgten drei weitere Bücher der Reihe.
Im September 2015 gab Gray mit Verlorene Welten ihr Debüt im fiktiven Star-Wars-Universum. Mit Blutlinie und Leia, Prinzessin von Alderaan schrieb sie zwei weitere Star-Wars-Romane, die beide um die bekannte Figur Leia Organa handeln, die in den Kinofilmen von Carrie Fisher verkörpert wurde.

## Bibliografie
Evernight-Serie
- 2008: Evernight
- 2009: Evernight – Tochter der Dämmerung (Stargazer)
- 2010: Evernight – Hüterin des Zwielichts (Hourglass)
- 2011: Evernight – Gefährtin der Morgenröte (Afterlife)
- 2012: Balthazar

Spellcaster-Serie
- 2013: Spellcaster – Düstere Träume (Spellcaster)
- 2013: Spellcaster – Schwarze Magie (The First Midnight Spell)
- 2014: Spellcaster – Dunkler Bann (Steadfast)
- 2015: Spellcaster – Finsterer Schwur (Sorceress)

Firebird-Serie
- 2014: A Thousand Pieces of You
- 2015: Ten Thousand Skies Above You
- 2016: A Million Worlds with You

Star-Wars-Bücher
- 2015: Star Wars: Verlorene Welten (Star Wars: Lost Stars)
- 2016: Star Wars: Blutlinie (Star Wars: Bloodline)
- 2017: Star Wars: Leia, Prinzessin von Alderaan (Star Wars: Leia, Princess of Alderaan)
- 2019: Star Wars: Meister und Schüler (Star Wars: Master and Apprentice)
- 2020: Star Wars: Die Hohe Republik – In die Dunkelheit (Star Wars: The High Republic – Into the Dark)[4]

Constellation-Serie
- 2017: Constellation – Gegen alle Sterne (Defy the Stars)
- 2018: Constellation – In ferne Welten (Defy the Worlds)
- 2019: Defy the Fates

Weitere Werke
- 2011: Fateful: In weite Ferne (Fateful)
- 2024: The X-Files: Perihelion